# 海抜ゼロメートル地帯
海抜ゼロメートル地帯（かいばつゼロメートルちたい）とは、海岸付近で地表標高が満潮時の平均海水面よりも低い土地のこと。単にゼロメートル地帯とも呼ぶ。こうした地域では集中豪雨や高潮、台風、津波などの水害時に対処するために、堤防や水門、揚排水ポンプなどを整備する必要がある。なお、海岸付近に限らず平均海水面よりも低い土地は一般に窪地（あち）と呼ばれる。

## 原因
世界の多くの海抜ゼロメートル地帯は、地殻変動により海岸から離れた陸地が沈下し、海面下にありながら海水が入り込まない地域ができたと考えられている。そのほか人為的原因の一つとして地下水の過剰な汲み上げによる地盤沈下が挙げられる。かつては農地拡大のため干潟の干拓が盛んに行われたが、これは土地のかさ上げが行われないため低地になりやすい。近年の埋め立ては高潮対策で3～5メートルの高さまで盛り土をするのが普通である。

## 主な海抜ゼロメートル地帯

### 日本国内
| 地域       | 都府県   | 面積 (km2) |
| ---------- | -------- | ---------- |
| 青森平野   | 青森県   | 3          |
| 気仙沼     | 宮城県   | 1          |
| 九十九里浜 | 千葉県   | 14         |
| 関東平野   | 千葉県   | 15         |
| 関東平野   | 東京都   | 124        |
| 関東平野   | 神奈川県 | 6          |
| 越後平野   | 新潟県   | 183        |
| 豊橋平野   | 愛知県   | 27         |
| 岡崎平野   | 愛知県   | 57         |
| 濃尾平野   | 愛知県   | 286        |
| 濃尾平野   | 岐阜県   | 61         |
| 濃尾平野   | 三重県   | 55         |
| 大阪平野   | 大阪府   | 55         |
| 大阪平野   | 兵庫県   | 16         |
| 広島平野   | 広島県   | 9          |
| 高知平野   | 高知県   | 10         |
| 筑紫平野   | 福岡県   | 46         |
| 佐賀平野   | 佐賀県   | 207        |
| 熊本平野   | 熊本県   | 9          |

東京都23区の湾岸部や東部の江東区、江戸川区、墨田区、葛飾区等のうち荒川両岸地域（概ね中川・新中川以西であって大横川以東の地域）に海抜ゼロメートル地帯が広がっている。この地域には、およそ150万人もの人々が暮らしている。更には北に隣接した足立区南東部、東に隣接した千葉県浦安市西部にも海抜ゼロメートル以下の地域がある。特に江東区、墨田区及び江戸川区には干潮時の海水面よりも低い地域がある。加えて、神奈川県川崎市川崎区にも海抜ゼロメートル以下の地域がある。
中部地区においては、濃尾平野の愛知県津島市、弥富市、愛西市、あま市、海部郡、名古屋市南区、港区、中村区、中川区、三重県桑名市、岐阜県海津市などが海抜ゼロメートル地帯である。伊勢湾台風の高潮や、古くから輪中で知られる地域の洪水被害が多い。また、石川県の加賀三湖周辺、河北潟の干拓地も海抜0メートルを下回る。
大阪平野では大阪府大阪市福島区のほぼ全域、此花区東部、西淀川区東部、淀川区西部、北区西部、西区西部、港区東部、大正区北部などに海抜ゼロメートル未満の地域が広がり、浪速区、西成区、住之江区にも点在する。同じく阪神工業地帯を形成する兵庫県尼崎市南部や西宮市南東部にも海抜ゼロメートルか海抜マイナスの地域がある。
ゼロメートル地帯はこの他、天然ガス採取に伴う地下水汲み上げにより、佐賀平野や新潟市周辺にもみられる。また、雲出川の河口デルタ地帯である三重県津市香良洲町にも海抜が0mを下回る場所がある。

### 日本国外
ゼロメートル地帯は日本国外にも存在する。オランダは干拓によって国土を広げ、干拓地に農地を広げ、都市を建設してきた。アムステルダムやロッテルダムなど、同国の主要都市の多くは干拓によって広げられたゼロメートル地帯に存在している。
オランダは上記の事情から、他国のゼロメートル地帯についての調査や対策も手掛けている。オランダの研究機関デルタレス（オランダ語: Deltares）によると、インドネシアの首都ジャカルタは地下水の過剰汲み上げにより、海に面した市北部を中心に、1900年 - 2013年で約 2 m にわたり地盤沈下が進行。市面積の約4割がゼロメートル地帯となっている。東南アジアなどの新興国では都市への人口集中や工業化に水道整備が追い付かず、家庭・工業用水道を地下水に頼りがち。このためタイ王国やベトナムの南部でも地盤沈下が深刻である。
潮流の関係で鳥趾状になっているアメリカ合衆国のミシシッピ川三角州もまた、日本国外の著名なゼロメートル地帯のひとつである。ミシシッピ川とポンチャートレイン湖に挟まれ、市域の約半分が海抜 0 m を下回るニューオーリンズは、全米の主要都市の中で最もハリケーンに対して脆弱な都市である。2005年にハリケーン・カトリーナが同市付近に上陸したときには市を取り囲んでいた堤防が決壊し、洪水によって壊滅的な被害を受けた。その1ヶ月後には、同市がルイジアナ・テキサス州境付近に上陸したハリケーン・リタの右側半分（危険半円）に入ったため、追い討ちをかけられた形となった。

#### 世界の主な海抜ゼロメートル地帯
- デスヴァレー - アメリカ合衆国
- ソルトン湖 - アメリカ
- ニューオーリンズ - アメリカ
- サラダ湖（英語版） - メキシコ
- エンリキージョ湖 - ドミニカ共和国
- グアリチョ盆地（スペイン語版） - アルゼンチン
- チャシコ湖（スペイン語版） - アルゼンチン
- バルデス半島の塩湖 - アルゼンチン
- サン・フリアン盆地（スペイン語版） - アルゼンチン
- エア湖 - オーストラリア
- タイエリ平野（英語版） - ニュージーランド
- カスピ海沿岸低地 - ロシア・カザフスタン・トルクメニスタン・アゼルバイジャン
- トルファン盆地 - 中国
- クッタナード（英語版） - インド
- アッサル湖 - ジブチ
- ダロル盆地 - ジブチ
- ヨルダン渓谷 - ヨルダン・イスラエル・パレスチナ国：死海の標高 -430.5 m は世界最低標高。
- モエリス湖 - エジプト
- カッターラ低地 - エジプト
- カランシオ砂海（英語版） - リビア
- メルリール湖 - チュニジア
- ヴェネツィア県 - イタリア
- ザ・フェンズ（英語版） - イギリス
- ベルギー
- オランダ
- カマルグ - フランス
- ノイエンドルフ・ザクセンバンデ - ドイツ
- ラメフジョーエン（英語版） - デンマーク
- クリシャンスタード - スウェーデン

## 問題と対策
ゼロメートル地帯は水害に遭いやすいうえに、いったん浸水・冠水すると自然には水が引き難い。人為的な地球温暖化により、水害リスクは増大している。
大規模水害が発生した際は台地上が一番安全となるが、低地であっても海抜が数メートルの場合は1日も経たずに浸水被害は解消する。一方で海抜が海より低い場合は自然排水が望めず、堤防が破壊されている場合はその修復まで水が流入し続けることになるため、浸水が2週間以上継続することも想定される。対策としては海岸・川岸への堤防建設、排水ポンプの設置、住民の避難・救助体制の整備といった複合的な対策が必要となる。
なお、水を通しにくい難透水層を貫いて地下水を汲み上げたことで生じたゼロメートル地帯の場合、取水を制限・中止した後も、沈下した地盤が自然に元の高さに戻ることはない。
ゼロメートル地帯の江戸川区小松川地区では高規格堤防が整備され、一部が高台となっている。妙典地区も区画整理と共に高規格堤防が整備されている。
国は葛飾区新小岩公園において脱ゼロメートルプロジェクト第1弾として防災高台整備を2016年に計画したが事業者の応募が無く中止した。
2019年には東京都の墨田・江東・足立・葛飾・江戸川の5区でシンポジウムを開き、水害で250万人が被災すると想定し、広域避難の検討を住民に呼びかけた。